# 高井吉春
高井 吉春（たかい よしはる、1951年7月20日 - ）は日本のプロゴルファー。

## 来歴
1976年の関東オープンでは尾崎将司・村上隆・青木功・小林富士夫・菊地勝司に次ぐ6位、ヤングライオンズでは入江勉・野口茂と並んでの7位タイに入り、日本プロマッチプレーでは激戦となった2日目の予選最終ラウンドで9人が並んだ通算2オーバーで2人を振り落とすプレーオフまで残った。
1977年の三菱ギャランでは初日を中島弘二・浦西武光・許勝三&謝永郁&陳健忠（中華民国）・河野高明と共に68をマークして2位タイでスタートした。
1978年の阿蘇ナショナルパークオープンでは初日を今井昌雪・関水利晃・鈴村照男・草柳良夫・吉川一雄・野口・鈴木規夫と並んでの6位タイグループでスタートし、最終日には西宮辰幸・中島・今井と並んでの8位タイに入った。
1979年の広島オープンでは初日に69、最終日には66をマークし、中嶋常幸・金井清一・常陸文男と並んでの10位タイに入った。
1980年には全英オープンに日本予選から出場するが、初日72、2日目77、3日目74の10オーバーで船渡川育宏と共に予選落ちに終わっている。
1980年の関東オープンでは初日を青木・野口と並んでの4位タイでスタートし、2日目には単独4位に着けた。
1981年のKBCオーガスタでは初日を石井秀夫・鈴木規・謝敏男（中華民国）、デビッド・イシイ（アメリカ）、川村正己・浦西・小林恵一・重信秀人と共に69の5位タイでスタートした。
1982年には日本ゴルフツアー機構（JPGA）のツアー競技に指定されていた長野県オープンで初日に68をマークして首位スタートも中嶋の2位、広島オープンでは川田時志春・中村通・石井秀・海老原清治・森憲二と並んでの9位タイに入り、札幌オープンでは中村俊明・佐藤正一と68で並んで優勝を分け合った。
1983年の北海道オープンでは初日を中村俊・高橋勝成に次ぐと同時に上原宏一と並んでの3位タイでスタートしたが、2日目・最終日と共に4位 に終わった。
1985年の北海道オープンでは高橋勝・高橋完・佐藤・内田袈裟彦・野辺地鼎に次ぐ9位、1987年の同大会では10位に入り、1991年の同大会を最後にレギュラーツアーから引退。

## 主な優勝
- 1982年 - 札幌オープン